# Эрозиоведение
Эрозиоведение — раздел почвоведения, изучающий причины и закономерности возникновения эрозии почв, земли, предрасположенные к эрозии и почвы, подвергшиеся эрозии, мероприятия для защиты почв от эрозии и способы мелиорации эродированных земель. На основе рекомендаций эрозиоведения разрабатываются противоэрозионные системы земледелия, позволяющие получить большие урожаи высококачественной сельскохозяйственной продукции с наименьшими материальными и трудовыми затратами, осуществить защиту обрабатываемых почв от эрозии, предотвратив таким образом смыв удобрений и других полезных веществ, восстановить плодородие смытых почв и использовать в сельском хозяйстве эродированные земли.